# Flóki Vilgerðarson

Carte des premiers voyages en Islande au cours du IXe siècle.

Flóki Vilgerðarson, dit Hrafna-Flóki, c'est-à-dire Flóki aux Corbeaux (IXe siècle), serait le premier navigateur scandinave à avoir navigué volontairement en direction de l'Islande. Son histoire est documentée par le Landnámabók, le Livre de la colonisation.

## Le récit du Landnámabók
Flóki Vilgerðarson aurait été un descendant des anciens rois de la province de Hedemark. Ses courses en mer avaient agrandi son patrimoine et, le Norvégien Naddoddr et le Suédois Garðar Svavarson ayant décrit l'île qu'ils avaient trouvée par hasard, il décida de tenter sa chance.
Il partit donc en expédition pour retrouver l'île que Naddoddr et Garðar avaient respectivement appelée Snæland et Garðarshólmi. Il prit trois corbeaux pour aider à trouver son chemin ce qui lui donna son surnom, Hrafna-Flóki, c'est-à-dire Flóki aux Corbeaux.
Flóki était accompagné dans son voyage par un fermier du nom de Þórólfur et de deux hommes nommés Herjólfur et Faxi. Après les Îles Féroé, Flóki libéra successivement les trois corbeaux. Les deux premiers s'en retournèrent en arrière. Enfin, le dernier s'envola devant lui et ils le suivirent. Après avoir navigué à l'ouest de la Reykjanesskagi, ils aperçurent une grande baie. La baie est aujourd'hui encore baptisée Faxafloi, c'est-à-dire la baie de Faxi.
Flóki établit le camp pour l'hivernage à Barðaströnd, la plage de Barður. Le printemps était froid et Flóki escalada une montagne. De là, il aperçut au nord un fjord couvert d'une banquise et nomma tout le pays Ísland, le pays de glace, et ce nom lui resta. À l'automne, il tenta de revenir en Norvège mais le mauvais temps le força à revenir sur les côtes d'Islande où il dut passer un deuxième hiver.
Lorsqu'ils retournèrent pour de bon en Norvège, on les questionna sur cette nouvelle terre. Flóki prétendit qu'elle était sans valeur. Herjólfur dit, lui, qu'elle avait des qualités et des défauts.

## Fiction
Le personnage de Floki, joué par l'acteur suédois Gustaf Skarsgård dans la série télévisée Vikings, est librement inspiré de Flóki Vilgerðarson. Dans la série, il part en expédition et croit avoir trouvé Ásgard,.

### Sources
- (en) Cet article est partiellement ou en totalité issu de l’article de Wikipédia en anglais intitulé « Flóki Vilgerðarson » (voir la liste des auteurs).